# وزارت دفاع لبنان
وزارت دفاع لبنان (انگلیسی: Ministry of National Defense) از وزارتخانه‌های دولت لبنان است، که بخش خدماتی نیروهای مسلح لبنان به‌شمار می‌آید. این وزارتخانه در شهر یرزه، شهرستان بعبدا، جبل لبنان واقع شده است. این ساختمان که بزرگترین ساختمان وزارتخانه در لبنان محسوب می‌شود، توسط معمار فرانسوی آندره ووگنسکی در سال ۱۹۶۸ طراحی شده است. ساختمان وزارتخانه همچنین موزه نظامی لبنان را در خود جای داده است.